# Кэприориу, Корина
Корина Кэприориу (англ. Corina Oana Căprioriu; род. 18 июля 1986, Лугож, Тимиш, Румыния) — румынская дзюдоистка, выступающая в лёгкой весовой категории до 57 кг. Серебряный призёр олимпийских игр (2012), призёр чемпионата мира (2011, 2015), чемпионка Европы (2010), многократная победительница национального первенства.

## Биография
В 2012 году на летних Олимпийских играх в Лондоне завоевала серебряную медаль в весовой категории до 57 кг победив в полуфинале американскую дзюдоистку Марти Мэллой, но проиграв в финале японской дзюдоистке Каори Мацумото.

## Выступления на Олимпиадах
| Олимпиада   | Дисциплина              | Место   |
| ----------- | ----------------------- | ------- |
| Лондон 2012 | дзюдо, женщины до 57 кг | 2 место |